# Tomaschiwka (Fastiw)
Tomaschiwka (ukrainisch Томашівка; russisch Томашовка Tomaschowka) ist ein Dorf im Westen der ukrainischen Oblast Kiew mit etwa 400 Einwohnern.

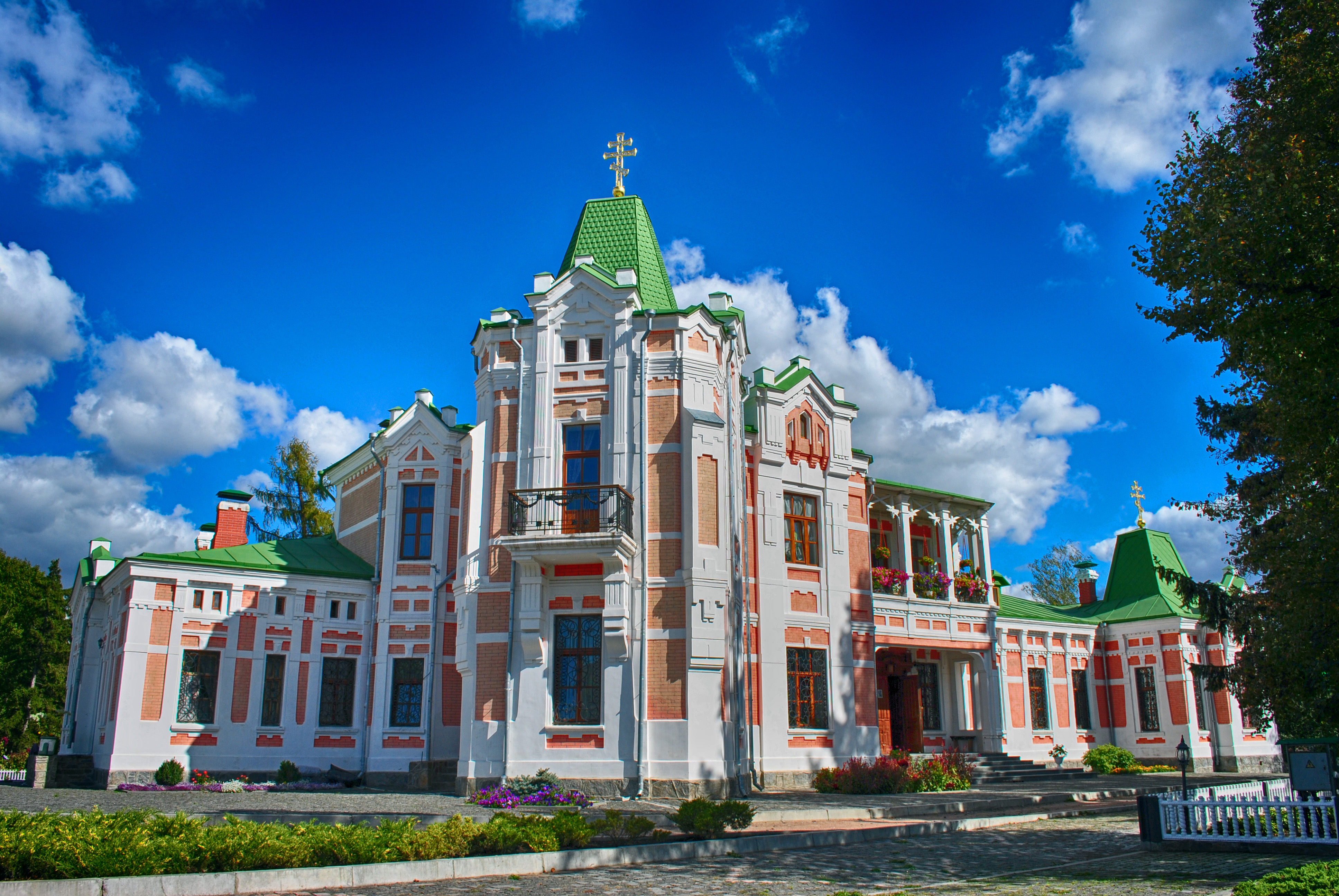
Historisches Gebäude im Ort

Das Dorf wurde 1676 zum ersten Mal schriftlich erwähnt und liegt am linken Ufer des Irpin und westlich der Regionalstraße R-04, 15 Kilometer nordwestlich der Rajonshauptstadt Fastiw und 56 Kilometer südwestlich der Oblasthauptstadt Kiew.

## Verwaltungsgliederung
Am 12. Juni 2020 wurde das Dorf zum Zentrum der neugegründeten Landgemeinde Tomaschiwka (Томашівська сільська громада/Tomaschiwska silska hromada). Zu dieser zählen auch die 16 in der untenstehenden Tabelle aufgelisteten Dörfer, bis dahin bildete es zusammen mit dem Dorf Jaroschiwka die gleichnamige Landratsgemeinde Tomaschiwka (Томашівська сільська рада/Tomaschiwska silska rada) im Westen des Rajons Fastiw.
Folgende Orte sind neben dem Hauptort Tomaschiwka Teil der Gemeinde:
| Name                     | Name             | Name                                |
| ukrainisch transkribiert | ukrainisch       | russisch                            |
| ------------------------ | ---------------- | ----------------------------------- |
| Demyniwka                | Деминівка        | Деминовка (Deminowka)               |
| Didiwschtschyna          | Дідівщина        | Дедовщина (Dedowschtschina)         |
| Dorohynka                | Дорогинка        | Дорогинка (Doroginka)               |
| Fedoriwka                | Федорівка        | Денисы (Denissy)                    |
| Jaroschiwka              | Ярошівка         | Фёдоровка (Fjodorowka)              |
| Juriwka                  | Юрівка           | Юровка (Jurowka)                    |
| Konopelky                | Конопельки       | Конопельки (Konopelki)              |
| Kontschaky               | Кончаки          | Кончаки (Kontschaki)                |
| Koschtschijiwka          | Кощіївка         | Кощиевка (Koschtschijewka)          |
| Pryschywalnja            | Пришивальня      | Пришивальня (Prischiwalnja)         |
| Sosniwka                 | Соснівка         | Сосновка (Sosnowka)                 |
| Wassyliwka               | Василівка        | Василевка (Wassilewka)              |
| Welyki Huljaky           | Великі Гуляки    | Великие Гуляки (Welikije Guljaki)   |
| Wilne                    | Вільне           | Вольное (Wolnoje)                   |
| Wilschanska Nywa         | Вільшанська Нива | Ольшанская Нива (Olschanskaja Niwa) |
| Wyschnja                 | Вишня            | Вишня (Wischnja)                    |